# Виноградова Катерина Генадіївна
Катерина Виноградова, до шлюбу Іванова (нар. 3 вересня 1977  Новосибірськ, РРФСР, СРСР) — вірменська біатлоністка, що в минулому представляла Росію, Білорусь та США. Дворазова бронзова призерка чемпіонатів світу з біатлону, учасниця етапів Кубка світу з біатлону. Найбільших успіх у кар'єрі досягла виступаючи за збірну Білорусі.

## Виступи на Олімпійських іграх
| Рік  | Міце проведення | Інд | Спр | Пр | МС | Ест |
| 2006 | Турин           | 44  | 37  | 29 |    | 4   |

## Виступи на чемпіонаті світу
| Рік  | Міце проведення | Інд | Спр | Пр  | МС | Ест | ЗМ |
| 2003 | Ханти-Мансійськ | 11  | 15  | 9   | 28 | 4   |    |
| 2004 | Обергоф         | DNF | 3   | 6   | 25 | 4   |    |
| 2005 | Гохфільцен      | 36  | 56  | DNS |    | 3   |    |
| 2005 | Ханти-Мансійськ |     |     |     |    |     | 12 |
| 2011 | Ханти-Мансійськ | DNF | 51  | 37  |    |     |    |

## Кар'єра в Кубку світу
- Дебют в кубку світу — 15 березня 1997 року в спринті в Новосибірську — 32 місце.
- Перше попадання в залікову зону — 4 грудня 2003 року в спринті в Контіолахті — 12 місце.
- Перший подіум — 4 грудня 2003 року в естафеті в Гохфільцені — 1 місце.
- Перша перемога — 4 грудня 2003 року в естафеті в Гохфільцені — 1 місце.

## Загальний залік в Кубку світу
- 2002-2003 — 37-е місце
- 2003-2004 — 17-е місце
- 2004-2005 — 45-е місце
- 2005-2006 — 20-е місце
- 2010-2011 — 93-е місце
- 2011-2012 — 86-е місце

## Статистика стрільби
| № п/п | Сезон     | Загальна        | Індивідуальна гонка | Спринт         | Гонка переслідування | Мас-старт     | Естафета      |
| ----- | --------- | --------------- | ------------------- | -------------- | -------------------- | ------------- | ------------- |
| 1     | 2005-2006 | 75,3% (339/450) | 65,0% (39/60)       | 78,0% (78/100) | 78,1% (125/160)      | 73,8% (59/80) | 76,0% (38/50) |
| 2     | 2010-2011 | 63,7% (51/80)   | 0,0% (0/0)          | 76,0% (76/100) | 71,9% (115/160)      | 0,0% (0/0)    | 0,0% (0/0)    |
| 3     | 2011-2012 | 65,8% (79/120)  | 72,5% (29/40)       | 58,3% (35/60)  | 75,0% (15/20)        | 0,0% (0/0)    | 0,0% (0/0)    |